# مگان هفرن
مگان هفرن (انگلیسی: Meghan Heffern؛ زادهٔ ۳ اکتبر ۱۹۸۳) یک هنرپیشه اهل کانادا است. وی از سال ۲۰۰۴ میلادی تاکنون مشغول فعالیت بوده‌است.
از فیلم‌ها یا برنامه‌های تلویزیونی که وی در آن نقش داشته است می‌توان به کلویی، حرف اف اشاره کرد.